# Sepsis suwai
Sepsis suwai är en tvåvingeart som beskrevs av Iwasa 1982. Sepsis suwai ingår i släktet Sepsis och familjen svängflugor. Inga underarter finns listade i Catalogue of Life.